# Županijska panorama
Županijska panorama  bila je dugogodišnja informativna emisija koja se emitirala od ponedjeljka do petka na četvrtom programu Hrvatske televizije. Panorame su emitirale svakog radnog dana od 17:15 do 18:50. U 15 minuta trajanja, emisija je donosila reportaže o lokalnoj politici, zanimljivim događajima i manifestacijama, prilagođenih lokalnom području emitiranja, javljanja i glazbu uživo. Od 2. svibnja 2022. godine nasljeđuje je emisija Hrvatska danas.

## Zanimljivosti
Studio Zadar i Šibenik izmjenjivali su se u emitiranju panorame na način da se jedan tjedan emitirala iz Zadra, a drugi iz Šibenika.
Od rujna 2013. godine, studio Bjelovar i Čakovec su se također izmjenjivali u emitiranju, a do tada su emitirali su se emitirale dvije zasebne panorame.
Panorame su se do prosinca 2012. godine emitirale na HTV-u 2 u posljepodnevnim satima na način da su gledatelji, ovisno o mjestu stanovanja i prijemu signala, mogli pratiti samo jednu panoramu – onu iz njima najbližega regionalnog studija.

## Voditelji
Voditelji Zagrebačke panorame
- Josip Gavranović
- Dajana Šošić
- Marina Gavranović

HRT CENTAR Osijek
- Katarina Barač Perošević
- Stela Sep
- Igor Rotim
- Marija Matoš

HRT CENTAR Rijeka u suradnji s HRT CENTR-om Pula
- Ivana Perić
- Danijela Minić
- Klaudija Modrić Plantarić
- Elvira Dizdarević

HRT CENTAR Split u suradnji s HRT CENTR-om Dubrovnik
- Dominik Strize
- Magdalena Šipić

HRT CENTAR Čakovec Varaždin
- Anamarija Horvat Šantl
- Ivica Grudiček
- Danijela Bratić Herceg
- Bojana Španiček Kanoti

HRT CENTAR Zadar/Šibenik
- Kristina Dukić
- Žana Ljuština
- Filip Buzov

## Vanjske poveznice
- Hrvatska radiotelevizija – službene stranice
- Port.hr – Županijska panorama